# 前島亞美
前島亞美（日语：／ Maeshima Ami，1997年11月22日—）是日本女性聲優、演員、歌手及女子偶像組合SUPER☆GiRLS的前成員，是12名成員當中最年輕的。出身自埼玉縣，血型B型，身高164公分。原隸屬於愛貝克思管理，現隸屬於VOICE KIT。

## 經歷
2010年6月12日參加『avex 偶像甄選 2010』合格，成為女子偶像組合SUPER☆GiRLS的成員。
2022年8月，由於身體不適暫停藝能活動。
同年11月30日，宣佈休止藝能活動及退出經紀公司愛貝克思管理發表。
2023年9月1日，宣佈重啟藝能活動並加入經紀公司VOICE KIT發表。
2024年8月26日，個人官方YouTube频道現場直播中宣布加入國王唱片旗下「KING AMUSEMENT CREATIVE」將以個人歌手身份出道，並將於11月20日發行首張專輯「決心（Determination）」，及之後會於11月22日在池袋Club Mixa舉行生日活動，最後於2025年4月13日在橫濱關內大廳舉行首次個人演唱會。

## 繼任
- 七木奏音（日语：七木奏音）：《D4DJ》（新島衣舞紀[4]）

## 出演

### 綜藝節目
- すイエんサー（2011年10月11日 - 、不定期、NHK教育電視台） -

### 電視劇
2012年
- スプラウト（2012年7月7日 - 9月29日、日本電視台） - 飾 上原亜美
- 釣り刑事3（2012年8月27日、TBS） - 飾 滝川真里奈

### 電視動畫
2011年
- 星光少女 極光之夢 第6話（2011年5月14日、東京電視台系・BS JAPAN） - 飾 なつき

2018年
- BanG Dream! Girls Band Party!☆PICO（丸山彩）

2019年
- BanG Dream! 2nd Season（丸山彩[5]）
- 百慕達三角～多彩田園曲～（音聲）

2020年
- BanG Dream! 3rd Season（丸山彩）
- BNA（妮娜·弗利普）
- 噴嚏大魔王2020（偶像、新娘）
- BanG Dream! Girls Band Party!☆PICO～大份～（丸山彩）
- 突擊莉莉 BOUQUET（高須賀月詩）

2021年
- D4DJ First Mix（新島衣舞紀（初代））
- D4DJ Petit Mix（新島衣舞紀（初代））
- BanG Dream! Girls Band Party!☆PICO Fever!（丸山彩）
- 古見同學有交流障礙症。（矢田野真華留[6]）

2022年
- BanG Dream! 少女樂團派對！5週年紀念動畫 -CiRCLE THANKS PARTY!-（丸山彩）
- D4DJ Double Mix（新島衣舞紀（初代））

2025年
- 妖怪學校的菜鳥老師！（中野）
- 新吊帶襪天使（小振）
- 公爵千金的家庭教師（卡蓮[7]）
- 不中用的前輩。（堀田美緒[8]）

### 廣播
- DJ Tomoaki's Radio Show ! （2011年12月1日、下北FM） -

### 廣告
- 伊藤洋華堂
  - 「敬老日」篇（2011年9月） - 與綾小路きみまろ共演[9]
  - 「母親節」篇（2012年4月 - 5月） - 「関根一家」設定，飾演次女[10][11]。共演是關根勤（飾父親）、太田美惠（飾母親）、重本小鳥（飾長女、Dream5）、芦田愛菜（飾最小的女兒）[10][11]。
  - 「父親節」篇（2012年5月 - 6月）[12]
  - 「七夕」篇（2012年6月 - 7月）[12]
  - 「敬老日」篇（2012年9月）[12]

### 活動
- （2011年8月25日、原宿クエストホール）
- （2011年9月17日、アリオ川口・アリオ西新井・アリオ亀有）
- （2012年5月13日、伊藤洋華堂葛西店）[11]
- （2012年8月9日、山野ホール） - SUPER☆GiRLS的一員出演

## 書籍

### 写真集
- （2012年1月27日，发行：学研パブリッシング，销售：学研マーケティング、撮影：徳永徹、編集：水谷隆介）ISBN 978-4-05-405177-5

### 雜誌連載
- ピチレモン（2011年5月号 - 、学研パブリッシング） - 専屬模特兒

## 相關項目
- SUPER☆GiRLS

## 備註

### 出典
1. ↑  . Twitter.   [2022-11-30]. （原始内容存档于2022-12-09） （中文）.
2. ↑  . X (formerly Twitter).   [2023-09-01]. （原始内容存档于2023-09-01） （中文）.
3. ↑  前島亜美、ソロアーティストデビュー　11・20にはアルバムリリース,ORICON NEWS,2024年8月26日
4. ↑  . D4DJ官方網站. 2022-12-12  [2022-12-13]. （原始内容存档于2022-12-26） （日语）.
5. ↑  . 電視動畫「BanG Dream! 2nd Season」官方網站.   [2019-01-03]. （原始内容存档于2019-01-26）.
6. ↑  . Comic Natalie. 2021-08-25  [2021-08-25]. （原始内容存档于2021-08-27） （日语）.
7. ↑  . Comic Natalie. 2025-04-13  [2025-04-13] （日语）.
8. ↑  . Comic Natalie. 2025-07-21  [2025-07-21] （日语）.
9. ↑  . 時事ドットコム (時事通信社). 2011年9月7日  [2011年9月7日]. （原始内容存档于2016年3月4日）.
10. 1 2   (PDF) (新闻稿). 株式会社イトーヨーカ堂. 2012-04-10  [2012-04-10]. （原始内容存档 (PDF)于2012-05-17）.
11. 1 2 3  . デイリースポーツonline (神戸新聞社). 2012-05-13  [2012-05-13]. （原始内容存档于2012-05-13）.
12. 1 2 3  . イトーヨーカドー. イトーヨーカ堂.   [2012-09-04]. （原始内容存档于2011-08-20）.

## 外部連結
- 前島亜美 オフィシャルブログ 「あみたのいちご畑」 （页面存档备份，存于）  - Ameba
- 前島亜美のHAPPYブログ - ピチレモンネット
- プロフィール:前島亜美 - SUPER☆GiRLS公式ウェブサイト
- 前島亜美｜ピチモプロフィール - ピチレモンネット
- 前島亞美的X（前Twitter）
- 前島亞美的新浪微博
- 前島亞美的VOICE KIT官方個人資料
- 前島亞美的Instagram帳戶